# Dougherty County
Dougherty County is een county in de Amerikaanse staat Georgia.
De county heeft een landoppervlakte van 854 km² en telt 96.065 inwoners (volkstelling 2000). De hoofdplaats is Albany.